# 春季限定ポコ・ア・ポコ!
『春季限定ポコ・ア・ポコ!』（しゅんきげんてい ポコ・ア・ポコ）は、ALcotハニカムから2011年11月25日に発売された18禁恋愛アドベンチャーゲームである。ALcotハニカム第7作目にあたる。キャッチフレーズは「青春しようぜ!!」。
また、2012年1月27日には、その後の彼らにスポットをあてたドラマCD「春はあなたのすぐ側に！」、
2013年3月29日にはトールケースサイズの普及版（廉価版）がそれぞれ発売された。
タイトルにあるポコ・ア・ポコは演奏記号で「少しずつ」、「ゆっくり」を表す。演奏記号では「poco a poco」と表記する。
『サツコイ〜悠久なる恋の歌〜』と『そして初恋が妹になる』とは登場人物が一部共通している。

## ストーリー
主人公・野々宮 彼方は瑞穂学園に音楽特待生として入学したものの、幼馴染の悠木 春花の死から音楽活動を辞めた。1年後、義妹の藍が入学してすぐに両親が失踪して以来、バイトで生計を立てていた。ある日、彼は先輩にして第二音楽部の部長を務める多々良 真奈から特待生はく奪を告げられ、その際救済処置として卒業式で春花の作曲した「ピアノ四重奏『はるかかなた』」を演奏し、教師たちから評価をもらうことを提示される。

## 登場人物
野々宮 彼方（ののみや かなた）
声 : 西山健介（ドラマCDのみ）
瑞穂学園2年。音楽特待生として入学。専門はチェロ。第二音楽部所属。春花と桜、夏海とは幼なじみ。学生にしてプロデビューしているが1年前から音楽活動を辞めている。春花、桜、藍とでカルテットを組んでいた。
両親は揃って有名な音楽家だが、妹の藍が入学してすぐに失踪しており、生活費を稼ぐために喫茶店「トリアノン」をはじめとした様々なバイトに明け暮れている。藍に対して甘い部分があるがシスコンではないと本人は言うが他人から見れば十分なシスコン。学園では有名音楽家の息子としても、CDデビュー以降は全くと言っていいほど音楽活動をしていないことでも有名。
両親による厳しい指導の下学んできたため、音楽に対する能力・評価は確かなもの。しかし同時にそれが原因で音楽嫌いになり、春花を失ってから音楽嫌いに拍車をかけるようになった。
悠木 夏海（ゆうき なつみ）
声 : 北見六花
瑞穂学園2年。専門はピアノ。春花の双子の妹。彼方、桜、藍とは幼なじみ。第一音楽部所属。
音楽に対して真摯で真面目に取り組まない彼方や桜を毎日叱っている。彼方の事情を知りつつもチェロの腕前を知っているからこそ無駄にさせたくないが為に第1音楽部に桜と共に戻ってほしいと願っての行動。
双子の姉・春花と共にピアノをやってきたが春花の腕前にコンプレックスを抱いており、その思いは春花が亡くなった今でも変わらずにいる。自分の音を見つけようと様々な曲を弾いては総譜に書き込んでいる努力家。現在は第一音楽部の中でも重要な位置におり多忙な日々を送っているが、なんとか合間を見つけては、彼方のもとへ携帯電話からあえて亡き春花に扮し、陰ながら応援するメールを送り続けている。
一 桜（にのまえ さくら）
声 : 藤咲ウサ
瑞穂学園2年。専門はヴァイオリン。第二音楽部所属。彼方、春花、夏海、藍とは幼なじみであり、うち夏海以外の3人とはカルテットを組んでいた。学生にしてプロデビューしているが彼方と同じく1年前から音楽活動を辞めている。
常に飄々としており自分勝手で気まぐれな性格をしている。音楽に関しては天才的だが、感覚表現が抽象的すぎるため、アドバイスは期待できない。野々宮家の家庭事情を把握しており必要以上の事には踏み込まないようにしている。細い見た目のわりによく食べる。
かつて彼方とはお互いを名前で呼び合う間柄であったが、春花の死後、とある理由から衝突し距離を置いてしまった。音楽に対して情熱が薄くやる気もないため、夏海に毎日叱られている。身体が悪いわけでもないが保健室に出入りしている。首から音楽プレイヤー付きヘッドホンを常に下げており、ある曲を聞いている。彼方の退学騒動をうけもう一度カルテットを組もうと誘い、そのためなら言うことを何でも聞くと発言する。
野々宮 藍（ののみや あい）
声 : 桐谷華
瑞穂学園1年。音楽特待生として入学。彼方の義妹。専門はヴィオラ。第一音楽部と第二音楽部にかけもちで所属。春花、夏海、桜とは幼なじみ。彼方と同じく学生にしてプロデビューしている。春花、彼方、桜とでカルテットを組んでいた。
彼方と同じく両親の指導の許、音楽を学んできたため新入生の中でトップの腕前を持ち、第一音楽部内で期待されている。両親の突然の失踪で彼方に迷惑をかけていると思っているため、バイト帰りの彼方を癒そう（？）と毎日部屋に忍び込んでいる。
重度のブラコンで兄ラブを公言している。時として他人を驚かせるほど強い行動力があるが、考え方が猪突猛進的で残念すぎるため周りから憐れまれている。駄目な妹ということで「駄妹」と呼ばれる。
多々良 真奈（たたら まな）
声 : 理多
瑞穂学園3年。第二音楽部の部長を務めている。理事長の孫娘。専門はクラリネット。幼い頃は関西に居たため関西弁で話してしまう。
前々から彼方の事を心配しており、彼方や桜らが気軽に音楽が出来るよう第二音楽部を設立した。公式に認められないゲリラ的な存在だが、理事の孫娘で間もなく卒業するからと黙認されている。お嬢様と呼ばれる事を嫌う。お嬢様と呼ばれるだけの習い事などはしておりピアノも弾けるが、第一音楽部ピアノ班の腕前には敵わない。
彼方限定で無茶ぶりを発動する。
本作の数年後を舞台とする『そして初恋が妹になる』では、ドイツの有名な楽団の指揮者となって成功を収めている。
中野 遙（なかの はるか）
声 : 一ノ宮葵/千景（ドラマCD）
彼方の双子の実妹。
生まれてすぐに両親が離婚し別々に引き取られ、1年前まで兄(彼方)がいる事を知らないでいたが突然現れた実父・哲司から兄の存在を伝えられた。
藍程ではないがブラコン。藍に彼方を独占されているようで嫉妬している。桜曰くツンデレ属性。
新山 敦（にいやま あつし）
声 : 南野風太
瑞穂学園2年。彼方らのクラスメイト。コンピュータ研究会に所属しており、部活で同人ゲームを作っているほか、音楽は彼方にバイトという形で頼んでいる。
実家の事情で彼方と同じく喫茶店「トリアノン」でバイトをしている。冗談も言い合える仲だが、冗談とも取りにくい発言をしては彼方を困らせている。見た目は彼方同様イケメンだが問題発言が多い。
悠木 春花（ゆうき はるか）
声 : 北見六花
夏海の双子の姉で、互いに大切な存在であると同時にライバル同士でもあった。専門はピアノ。幼馴染である彼方、桜、藍とカルテットを組んでおり、自ら作曲した「ピアノ四重奏『はるかかなた』」でCDデビューを果たす。彼方と同じく学生にしてプロデビューしている。: 物語開始1年前に病気で死亡しており、彼方や桜に多大なショックを与えた。彼方に対して特別な思いを抱いており、進級と同時に手術のため海外へ渡ることが決まった際、彼へ音楽プレイヤーを託す。しかしその後突如急変しそのまま帰らぬ人となったことにより、彼方たちはその中に収録されていた内容を最後まで聴けなかった。
音楽に対しては、桜とはまた違った天才的な能力の持ち主で、自分の音を既に確立していた。
本作の1年前を描いた 『サツコイ〜悠久なる恋の歌〜』では死亡するまでの人間関係が描かれており、同作のヒロインである白羽瀬悠とはネットを介して友人関係にあった。
野々宮 哲司（ののみや てつじ）
声 : 非公開
藍を溺愛する彼方の実父で、世界的有名なチェリストでもある彼方と遥が生まれてすぐに離婚し、別々に引き取って暮らしてきた。数年後に藍の母親と再婚、現在に至る。チェロだけで観客を魅了するだけの実力がある本物の天才。彼方と藍に直接指導していた。
藍が入学してすぐに妻（藍の母親）とともに失踪する。取引に失敗し多額の借金を負うこととなった。また、藍シナリオでは違った理由が明かされる。
彼方が特待生剥奪になる原因を作った張本人。彼方がしばらく弾いていない事を音で知り、圧倒的な実力差を見せつける。

## 開発

### キャスティング
ヒロインのひとり・桜役には『キッキングホース★ラプソディ』で槇之園出穂を演じた藤咲ウサが起用された。自由奔放な桜を演じるにあたり、スタッフから自由に演じてよいと言われたと藤咲は2024年の「BugBug」とのインタビューの中で語っており、演技に当たってはかわいさよりも面白さを優先し、まじめな場面はメリハリをつけてしっかり演じようと心掛けたと振り返っている。また、会話のテンポが重視されていたため、共演者の演技との会話のやり取りを強く意識したとも話している。以上のことから、藤咲は本作が自分の方向性を決める作品になったと述懐している。
本作の演出・スクリプトを担当したかつらぎは藤咲のブログ記事に寄せたコメントの中で、桜役に推薦したのは自分だと明かしており、自分の読みが当たったと述懐している。

## スタッフ
- キャラクターデザイン -  風見春樹、タコ焼き、武藤此史、あおなまさお(SDキャラ)
- シナリオ - 瀬尾順

## 主題歌
OPテーマ「Aliare」
歌 - 葉月 / 作詞 - Kala / 作曲・編曲・ギター - 椎名俊介
EDテーマ「新しい調べ」
歌・作詞 - 中山♥マミ / 作曲・編曲・ギター - 椎名俊介